# گلستان (شرکت)
شرکت گلستان یک شرکت تولید و بسته‌بندی محصولات غذایی در ایران با سرمایه‌گذاری گروه تجاری گلستان GBG (گروه تجاری گرامی) است. این شرکت در سال ۱۳۳۲ با هدف بسته‌بندی و توزیع چای تأسیس شد و از آنجایی که گلستان اولین شرکت بسته‌بندی و توزیع چای در ایران است، مؤسس شرکت گلستان را می‌توان پدر بازاریابی و توزیع چای در ایران دانست.
شرکت گلستان در زمره اولین تولیدکنندگان چای کیسه‌ای و بسته‌بندی‌کننده پسته و برنج در ایران است.

## نیروی انسانی
بیش از ۲ هزار نفر پرسنل در ۳ منطقه و ۱۶ ناحیه و ۶۰ شعبه در سراسر کشور بیش از ۷۰۰۰۰ مرکز فروش را تحت پوشش قرار می‌دهند.
در حال حاضر ۵۴ درصد نیروی انسانی در استان تهران و ۴۶ درصد نیروی انسانی شاغل نیز در سایر استان‌های کشور در تولید محصولات گلستان فعالیت دارند ضمن آنکه ۴۰ درصد نیروی انسانی در سازمان فروش و ۳۴ نفر نیز در بخش مدیریت کیفیت اشتغال دارد.
پراکندگی شعب فروش و توزیع در کل کشور به گونه‌ای است که ۷۰۰ ویزیتور ۱۰۰ هزار مشتری را در سراسر کشور سرویس می‌دهند.

## همکاری با یونیسف
با توجه به این‌که مشارکت‌های اجتماعی در فعالیت‌های خیرخواهانه همواره از برنامه‌های شرکت گلستان بوده‌است، طی قراردادی در زمستان ۱۳۸۶ شرکت گلستان به جمع حامیان یونیسف در پروژهٔ رشد و تکامل همه‌جانبهٔ کودکان خردسال پیوست.
با حمایت گلستان ۲۵ روستا مهد در مناطق محروم سه استان سیستان و بلوچستان، هرمزگان و آذربایجان غربی، توسط یونیسف و وزارت بهداشت تأسیس و تجهیز می‌گردد.